# БХЛ-сингулярность
БХЛ-сингулярность (или сингулярность Белинского — Халатникова — Лифшица) — нетривиальное, хаотическое и динамическое решение уравнения гравитации Эйнштейна, для однородной, замкнутой, но анизотропной вселенной с 3-сферической топологией (IX космологическая модель по классификации Бианки). Данная сингулярность является самой реалистичной из возможных, образуется при коллапсе вселенной в процессе «Большого сжатия», и в недрах чёрных дыр. БХЛ-сингулярность характеризируется хаотически колеблющимися во времени приливными силами гравитации вблизи неё.
Так как гравитация представляет собой явление искривления поля пространства-времени в присутствии массы или энергии по общей теории относительности Эйнштейна, помимо гибкости и упругости, поле пространства-времени обладает и вязкостью, поскольку вращающиеся чёрные дыры могут закручивать его в пространственно-временной вихрь. Также искривление поля пространства-времени обладает своим пределом, при пересечении которого искривление будет самонарастающим, иначе говоря, искривление будет порождаться самим искривлением, а не присутствием сверхплотной материи, т.е «энергия искривления содержится в самом искривлении». Этой гранью является критический предел Оппенгеймера — Волкова, иначе говоря, когда ядро сверхмассивной звезды коллапсирует в чёрную дыру, то до пересечения этого предела, поле пространства-времени искривляется материей, но после пересечения предела Оппенгеймера — Волкова искривление будет нарастать за счёт самого искривления, и если даже в теории убрать материю ядра после пересечения этой грани, то искривлённое поле пространства-времени не «выпрыгнет» наружу выравниваясь, а продолжит дальше искривляться.
Известно, что при коллапсе ядра сверхмассивной звезды, образуется чёрная дыра, а в её недрах искривление поля пространства-времени становится настолько сильным, что вся материя сжимается в точку с бесконечной плотностью и нулевым объёмом. Если какой-нибудь объект начнёт свободное падение в такую чёрную дыру, то он подвергнется спагеттификации, то есть его сторону, что ближе к центру чёрной дыры, будет тянуть сильнее, чем ту сторону, что обращена к горизонту событий, и это приведёт к равномерному растяжению в радиальном направлении и сжатию в поперечном, вплоть до того, что объект растянется в бесконечно тонкую «струну». Объект втянется в сингулярность, но реальные законы физики не допускают чему-нибудь быть бесконечным в реальной вселенной, иначе говоря гравитационную сингулярность может описать только квантовая гравитация — результат слияния общей теории относительности с квантовой механикой. Равномерно растягивающая своими приливными силами гравитационная сингулярность была найдена в расчётах Роберта Оппенгеймера и Хартланда Снайдера, но она является идеализированной, без учёта случайных возмущений, то есть при расчёте коллапсирующее ядро и вся звезда была упрощена, предварительно не беря в счёт вращение, неравномерное распределение вещества, ударные волны, разность плотностей, электромагнитное излучение, а также немного асимметричную форму ядра и звезды. Трое советских физиков-теоретиков, Исаак Халатников, Евгений Лифшиц и Владимир Белинский выяснили, что эти возмущения радикально сказываются на геометрии и динамике гравитационной сингулярности. Случайные возмущения материи ядра ещё до образования горизонта событий в ходе коллапса сверхмассивной звезды, создают асимметричную деформацию поля пространства-времени, потому что оно ещё искривляется материей, но после возникновения горизонта событий, неравномерно искривлённое поле пространства-времени продолжит само искривляться всё сильнее и сильнее, материя уже дальше не влияет на ход коллапса. Для лучшего описания сути картины пространство-время вселенной удобнее представить в виде гиперплоскости, которая также является «браной» вселенной. Поле пространства-времени будет само продавливаться с сокрушительной скоростью всё более близкой к световой, а неравномерное искривление создаст асимметричное распределение сил гравитационного напряжения кривизны поля по трём осям, это приведёт к эффекту «раскачивания» коллапсирующего поля пространства-времени по ходу продавливания вниз. Гибкость, упругость и вязкость поля (обоснованные теорией относительности Эйнштейна) сыграют свою роль, и хаотические раскачивания, которые можно назвать колебаниями продавливаемого поля, будут всё сильнее, амплитуда и частота будут расти, потому что их питает энергия, высвобождаемая огромной скоростью продавливающегося вниз поля, материя ядра звезды и затягиваемое только что возникшей чёрной дырой, вещество будут разрываться в осцилляциях приливных сил гравитации. Позади будет оставаться деформированная зона кривизны поля пространства-времени, которую можно назвать зоной нарастающей гравитационной турбулентности. Хаотические осцилляции кривизны поля пространства-времени достигнут своего экстремума в точке сингулярности, но они будут быстро стягиваться, выравниваясь, но так как поле обладает гибкостью и упругостью, помимо вязкости, стягивания деформаций будут носить колебательный характер. Относительно быстрые выравнивания деформаций будут сильно заторможены с точки зрения внешнего наблюдателя, так как время внутри чёрной дыры для него сильно замедляется. Таким образом И. Халатников, Е. Лифшиц и В. Белинский показали, что в новорождённой чёрной дыре, падающая материя будет разрываться приливными силами БХЛ-типа.
Гипотетический космический аппарат, падающий в новорождённую чёрную дыру, будет сваливаться вниз, всё сильнее ускоряясь по области динамически нарастающей до экстремальных значений турбулентности кривизны пространства-времени (гравитационная турбулентность). При этом мы должны учесть тот факт, что на аппарат сверху не свалится «масс-инфляционная сингулярность» (найденная Вернером Израилем и Эриком Пуассоном). Пространство по мере падения вниз будет всё сильнее и быстрее хаотически растягиваться и сжиматься, разрушая аппарат, разрывая его на части, при этом его обломки относительно друг друга будут отрезаны из поля зрения в осциллирующих «ячейках» кривизны пространства-времени. Обломки всё далее будут разрываться также, по мере нарастания частоты и амплитуды осцилляций, в конечном итоге они будут разорваны на элементарные частицы, которые окажутся в такой экстремальной области колебаний кривизны пространства-времени, где частота, вероятно, будет намного больше, чем единица, делённая на планковскую длину (Гц). В этой области все процессы происходят так быстро, что теряется временная определённость, а пространство превращается в сверхвысокочастотную пену, которая будет «работать» на принципах теории вероятностей — именно это и есть гравитационная сингулярность, которая представляет собой сверхвысокочастотную квантово-вероятностную пену, а от частиц корабля предположительно останется лишь «голая масса/энергия». Подобные осцилляции БХЛ-типа называются ещё и «миксерными», потому что они разрывают и перемешивают материю.